# Wishmastour 2000
Wishmastour 2000 je kompilace od finské kapely Nightwish.

## Seznam skladeb
1. „Wishmaster“ - 4:24
2. „Sleepwalker (heavy version)“ - 3:07
3. „Passion and the Opera (edit)“ - 3:35
4. „Nightquest“ - 4:16
5. „A Return to the Sea“ - 5:48
6. „Once Upon a Troubadour“ - 5:21